# Polymixis serpentina
Polymixis serpentina là một loài bướm đêm trong họ Noctuidae.

## Hình ảnh

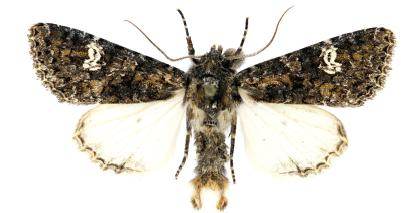
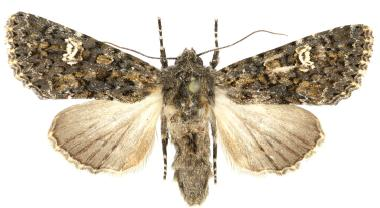